# Зольное (Симферопольский район)
Зо́льное (до 1948 года Но́вый Кульчу́к; укр. Зольне, крымскотат. Yañı Qulçuq, Янъы Къулчукъ) — исчезнувшее село в Симферопольском районе Крыма, располагавшееся в центре района, примерно в 1,5 км к северо-западу от современного пгт Аэрофлотский (сейчас — территория аэропорта Симферополь.

## История
Впервые в доступных источниках Новый Кульчук встречается на километровой карте генштаба РККА 1941 года. В 1944 году, после освобождения Крыма от фашистов, 12 августа 1944 года было принято постановление № ГОКО-6372с «О переселении колхозников в районы Крыма» и в сентябре 1944 года в район приехали первые новоселы (214 семей) из Винницкой области, а в начале 1950-х годов последовала вторая волна переселенцев из различных областей Украины. С 25 июня 1946 года Новый Кульчук в составе Крымской области РСФСР. Согласно указу Президиума Верховного Совета РСФСР от 18 мая 1948 года Новый Кульчук переименовали в Зольное. 26 апреля 1954 года Крымская область была передана из состава РСФСР в состав УССР. На 15 июня 1960 года посёлок Зольное числился в составе Мирновского сельского совета. Указом Президиума Верховного Совета УССР «Об укрупнении сельских районов Крымской области», от 30 декабря 1962 года Симферопольский район был упразднён и село присоединили к Бахчисарайскому. 1 января 1965 года, указом Президиума ВС УССР «О внесении изменений в административное районирование УССР — по Крымской области», вновь включили в состав Симферопольского. Решением Крымского областного Совета депутатов трудящихся от 6 августа 1965 года № 675 из Мирновского сельсовета выделен Укромновский, куда включили Зольное, с 1 января 1977 по 1 июня 1977 года село опять передано в состав Мирновского. Исключено из списков 30 июля 1998 года